# Thomas Beaudoin
Thomas Ernest Marius Beaudoin, es un actor canadiense.

## Biografía
Thomas tiene una hermana Frederique Beaudoin.

## Carrera
En 2015 se unió al elenco principal de la película para la televisión navideña The Spirit of Christmas donde interpretó a Daniel Forsythe, un joven hombre que muere luego de ser atacado, y cuyo espíritu aleja a los posibles compradores de su mansión, sin embargo decide regresar a la vida cuando conoce a la curiosa abogada Kate Jordan (Jen Lilley).
Ese mismo año apareció como invitado en la serie The Blacklist donde interpretó a Bradley, un técnico de la Agencia de la CIA, hasta el 2016.
En el 2016 se unió a los nuevos comerciales de la línea de productos Swagger en la nueva campaña de Old Spice junto al modelo y actor mexicano Alberto Cárdenas.
En el 2018 se unirá al elenco principal de la serie Hubert et Fanny donde dará vida a Hubert.

## Filmografía[4]

### Series de televisión
| Año             | Título          | Personaje             | Notas                  |
| --------------- | --------------- | --------------------- | ---------------------- |
| 2018 - presente | Hubert et Fanny | Hubert                | -                      |
| 2016            | Blue Moon       | Richard "Dick" Séguin | 2 episodios            |
| 2015 - 2016     | The Blacklist   | Bradley               | 3 episodios            |
| 2014            | Trauma          | Thomas Champagne      | episodio "Chair et os" |

### Películas
| Año  | Título                     | Personaje       | Notas |
| ---- | -------------------------- | --------------- | --- |
| 2017 | Finding Julia              | Henry           | junto a Andrew McCarthy, Richard Chamberlain, Bai Ling, Kieu Chinh, Paula Devicq y Adam LaVorgna                  |
| 2017 | Paper Dreams               | Paul            | junto a Didi Conn, Jo Armeniox, John Cariani, Stephen O'Reilly, Shaun Licata y Justine Salata                     |
| 2017 | The Trouble with Mistletoe | Keane Winters   | junto a Rachel Melvin, Flo Lawrence, Alexandra Weaver, Jordan Birkland, Jackson Davis y Tyler Sellers             |
| 2017 | Off the Rails              | Mark Barrow     | junto a Hannah Barefoot, Andreas Damm, Nicholas Baroudi, Campbell Dunsmore y David Anthony Buglione               |
| 2017 | Love's Last Resort         | Hunter          | junto a Alix Angelis, Jesse Hutch, Alan Thicke, April Bowlby y Jamison Newlander                                  |
| 2015 | The Spirit of Christmas    | Daniel Forsythe | junto a Jen Lilley, Robert Walsh, Bates Wilder, Brett Leigh, Joanna Herrington y Steven A. Miller                 |
| 2015 | A New York Love Story      | Europeo         | junto a Richard Short, Apolla Echino, Siobhan Flynn, [Miguel Pinzon, Aaron Costa Ganisy Courtney Reed             |
| 2014 | Other Plans                | Russell         | junto a Jamie Kennedy, Rebecca Blumhagen, Malik Yoba, Joseph R. Gannascoli, Michael Kostroff, Roddy Piper         |
| 2008 | Le cas Roberge             | Amigo de Julie  | junto a Benoît Roberge, Stéphane E. Roy, Jean-Michel Dufaux, Sébastien Benoit, Maude Ethier Boutet y Karine Belly |

### Teatro
| Año  | Título             | Personaje              | Director        | Teatro               | Notas                                                                            |
| ---- | ------------------ | ---------------------- | --------------- | -------------------- | -------------------------------------------------------------------------------- |
| 2016 | Orpheus Descending | Valentine "Val" Xavier | Nick Potenzieri | The Infinite Theatre | junto a Irene Glezos, Beth Bartley, Bill Krakauer, Brenda Currin y Ashton Crosby |

### Anuncios
| Año  | Comerciales                      | Notas                    |
| ---- | -------------------------------- | ------------------------ |
| 2014 | I Can't Believe It's Not Butter! | apareció en los anuncios |
| 2013 | Lexus RX - "First Sight"         | apareció en los anuncios |